# Columbia (Carolina del Nord)
Columbia és una població dels Estats Units i seu del comtat de Tyrrell a l'estat de Carolina del Nord. Segons el cens del 2008 tenia 803 habitants.

## Demografia
Segons el cens del 2000, Columbia tenia 819 habitants, 341 habitatges i 221 famílies. La densitat de població era de 672,8 habitants per km².
Dels 341 habitatges en un 26,4% hi vivien nens de menys de 18 anys, en un 30,8% hi vivien parelles casades, en un 28,7% dones solteres, i en un 34,9% no eren unitats familiars. En el 31,4% dels habitatges hi vivien persones soles el 17,9% de les quals corresponia a persones de 65 anys o més que vivien soles. El nombre mitjà de persones vivint en cada habitatge era de 2,37 i el nombre mitjà de persones que vivien en cada família era de 2,93.
Per edats la població es repartia de la següent manera: un 26,6% tenia menys de 18 anys, un 9,4% entre 18 i 24, un 23,9% entre 25 i 44, un 20,5% de 45 a 60 i un 19,5% 65 anys o més.
L'edat mediana era de 39 anys. Per cada 100 dones de 18 o més anys hi havia 73,2 homes.
La renda mediana per habitatge era de 20.588 $ i la renda mediana per família de 21.563 $. Els homes tenien una renda mediana de 19.821 $ mentre que les dones 17.361 $. La renda per capita de la població era de 12.216 $. Entorn del 27,9% de les famílies i el 33,7% de la població estaven per davall del llindar de pobresa.

## Poblacions més properes
El següent diagrama mostra les poblacions més properes.